# てしお型巡視船

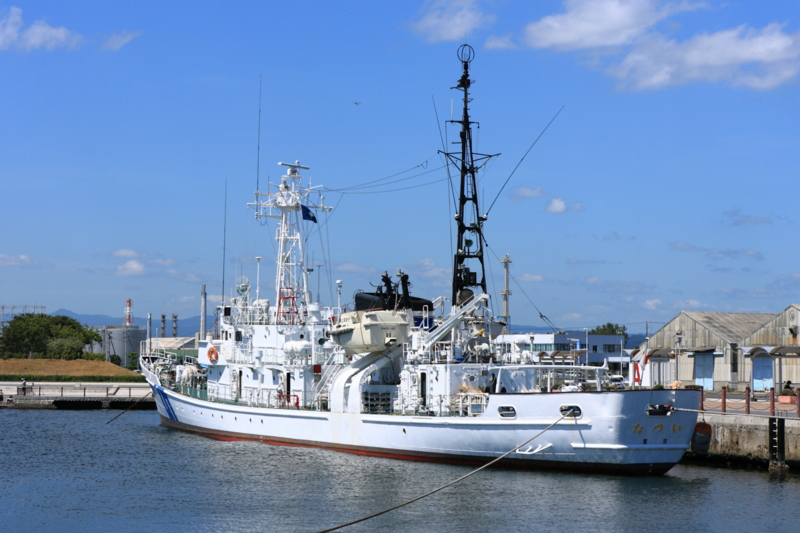
1番船のPM01 なつい

てしお型巡視船（てしおがたじゅんしせん、英語: Teshio-class patrol vessel）は、海上保安庁の巡視船の船級。分類上はPM型、公称船型は500トン型。配属替えに伴って1番船が改名したこと及びてしおが別船型の船名につけられたことより、なつい型巡視船とも称される。

## 来歴
新海洋秩序の確立を目指して1973年に開幕した第三次国連海洋法会議を通じて、沿岸から200海里以内に所在する資源の管轄権を認める排他的経済水域（EEZ）の概念が提唱された。1977年には世界の主要国が続々と200海里のEEZを制定、日本もこれに追随するかたちで領海法および漁業水域に関する暫定措置法を施行した
これによって、海上保安庁の警備すべき面積は、領海だけでも4倍、漁業水域も含めると50倍に拡大した。また1978年4月には中国漁船による尖閣諸島領海侵犯事件、また竹島周辺海域でも韓国側により日本漁船に対して退去勧告がなされるなどの事件が重なり、対応体制の確立が急務とされた。当時、主権回復直後に整備された350トン型PMが更新時期となっていたが、これらの情勢を受けて、代替となる巡視船は一回り大きく堪航性に優れたものとされることになった。これによって建造されたのが本型である。

## 設計
本型の設計は、350トン型巡視船の系譜に属しており、その最終発達型であるびほろ型（改4-350トン型）の拡大改良型とされている。350トン型シリーズは改良・発展に伴って順次に船型を拡大してきたが、本型ではとうとう総トン数が500トンを越えたことから、公称船型は500トン型に変更された。
主機関は、改4-350トン型と同じく単機出力1500馬力（380rpm）の4サイクルディーゼルエンジンである新潟6M31EXないし富士6SD32Hの2基配置を踏襲している。排水量が15トン増大したものの、全長を4.4メートル延長するとともに船首水切り部を細くして水抵抗が減少したことから、速力は18ノットを維持できた。なお8番船「くわの」より、操舵室に機関監視室を設けている。
船体は耐氷構造化されており、また10番船「そらち」は北方配備が予定されていたことからさらに強化されている。科員居住区を機関区画前方に集約したのは改4-350トン型と同様であるが、船体の延長に伴い、上甲板上に配置されていた諸室もできるだけ船体内に移動した。機関室通風筒を化粧煙突内に収めるなど作業面積を拡大するとともに、甲板機械の操作性の改善や自動操舵装置など、諸作業の合理化を図った。また居住区の拡大、完全冷暖房化、給湯装置、寝台の大型化、調理室の近代化など居住性の向上も図られた。なお7番船「いさづ」は、配属当初海上保安学校の練習船を兼務していた為、後部甲板室が大型化されている。
兵装としては、新装備のJM61-M 20mm多銃身機銃を搭載した。またレーダーとしては、改4-350トン型と同じく、Xバンド（9,375 MHz）のJMA-159Bを2基搭載している。

## 同型船

### 一覧表
| 計画年度   | #    | 船名                              | 建造所            | 就役           | 配属                                                                       | 解役           |
| ---------- | ---- | --------------------------------- | ----------------- | -------------- | -------------------------------------------------------------------------- | -------------- |
| 昭和54年度 | PM01 | てしお → なつい                   | 四国ドック        | 1980年9月30日  | 小樽（第一管区） → 福島（旧小名浜）（第二管区）                            | 2013年6月3日   |
| 昭和54年度 | PM02 | おいらせ → きたかみ               | 内海造船田熊工場  | 1980年8月29日  | 青森（第二管区） → 釜石（第二管区）                                        | 2018年2月5日   |
| 昭和54年度 | PM03 | えちぜん → びほろ                 | 臼杵鉄工所        | 1980年9月30日  | 敦賀（第八管区） → 函館（第一管区）                                        | 2013年3月5日   |
| 昭和55年度 | PM04 | とかち                            | 樽崎造船所        | 1981年3月24日  | 広尾（第一管区）                                                           | 2017年9月6日   |
| 昭和55年度 | PM05 | ひたち                            | 東北造船          | 1981年3月19日  | 鹿島（第三管区）                                                           | 2018年2月5日   |
| 昭和55年度 | PM06 | おきつ                            | 臼杵鉄工所        | 1981年3月17日  | 清水（第三管区）                                                           | 2011年6月3日   |
| 昭和56年度 | PM07 | いさづ                            | 内海造船 田熊工場 | 1982年2月18日  | 舞鶴（第八管区） →松山（第六管区）                                         | 2017年10月30日 |
| 昭和57年度 | PM08 | ちとせ                            | 四国ドック        | 1983年3月15日  | 留萌（第一管区）                                                           | 2022年8月28日  |
| 昭和57年度 | PM09 | くわの → まべち                   | 内海造船 田熊工場 | 1983年3月10日  | 徳島（旧小松島）（第五管区） → 八戸（第二管区）                            | 2018年12月28日 |
| 昭和58年度 | PM10 | そらち →いさづ                    | 東北造船          | 1984年8月30日  | 紋別（第一管区） → 舞鶴（第八管区）                                        | 2019年6月21日  |
| 昭和59年度 | PM11 | ゆうばり                          | 臼杵鉄工所        | 1985年11月28日 | 網走（第一管区）                                                           | 2023年12月4日  |
| 昭和60年度 | PM12 | もとうら                          | 四国ドック        | 1986年11月21日 | 浦河（第一管区） → 稚内（第一管区）                                        | 2024年12月22日 |
| 昭和60年度 | PM13 | かの → いしかり → むろみ → くろせ | 内海造船 田熊工場 | 1986年11月13日 | 下田（第三管区） → 釧路（第一管区） → 福岡（第七管区） → 呉（第六管区）    | 2025年3月13日  |
| 昭和62年度 | PM14 | せんだい → つるみ → たかとり      | 四国ドック        | 1988年6月1日   | 山川（第十管区） → 横浜（第三管区） →下田（第三管区） → 横須賀（第三管区） |                |

### 運用史
PM07「いさづ」は舞鶴保安部に配属、海上保安学校に派遣され、練習船として使用された。のちに3,000トン型PL「みうら」が配属されると、同船は松山保安部に配属替えになった。
PM10「そらち」は2018年09月に舞鶴保安部に配属替えとなり「いさづ」と船名を変更し、海上保安学校に派遣され、増えた学生の練習船として「みうら」と共に練習船業務にあたった。その後、「みずほ」から改名された2機搭載型PLH「ふそう」が舞鶴保安部に配属されて海保校に派遣されるようになり、同船は解役された。
このように順次に解役・除籍されて運用を縮小されていったが、2020年代にも、一部は耐用年数を超えつつ現役であった。2022年に知床遊覧船沈没事故が発生した際には、事故発生当日に網走港に接岸していた「ゆうばり」は荒天のため、二次被害を避けるため出港を見合わせた（他の保安部署からの巡視船等に任せたため保安庁として捜索していない訳でない。但し、出動した巡視船も荒天の為、現着に時間が掛かったことより、地図上の直線距離で最短の位置にある保安部所属の「ゆうばり」が強風等海上荒天により出港が翌日になっていた。)ため、一部報道に老朽化、また、1番船の建造が昭和後期であり、その当時の設計においてバウスラスタが装備されていないことが出港出来なかった原因では無いか、と指摘が報道された。